# Annett Sawallisch
Annett Sawallisch (* 1978 in Berlin) ist eine deutsche Schauspielerin.

## Leben
Annett Sawallisch wurde 1978 in Berlin geboren und legte 1997 ihr Abitur ab. Sie studierte ab dem Jahr 1997 an der Hochschule für Musik und Theater Rostock Schauspiel und machte 2001 ihren Diplomabschluss. Schon während des Studiums hatte sie Auftritte am Rostocker Volkstheater. Sie wurde 2001 Ensemblemitglied bei den Freien Kammerspielen Magdeburg, 2007 ging sie an das Theater Chemnitz. Im August 2013 wechselte sie in das Ensemble am Schauspiel Leipzig.
2023 war sie in ihrer ersten Hauptrolle in einem Fernsehfilm in der ARD-Produktion Wolfswinkel zu sehen.

## Filmografie
- 2018: Touch Me Not
- 2019: Und der Zukunft zugewandt
- 2023: Wolfswinkel
- 2024: Micha denkt groß